# Phidippus phoenix
Phidippus phoenix là một loài nhện trong họ Salticidae.
Loài này thuộc chi Phidippus. Phidippus phoenix được Edwards miêu tả năm 2004.